# 仲巴县
仲巴县（藏語：འབྲོང་པ་རྫོང，威利转写：'brong pa rdzong，藏语拼音：Zhongba Zong，意为“野牛之地”）是中华人民共和国西藏自治区日喀则市西部的一个县，地处喜马拉雅山以北，马泉河两岸，西衔普兰县，北靠革吉、改则两县，东邻措勤县和萨嘎县，南与尼泊尔接壤，边境线长357公里。面积4.59万平方公里，常住总人口約3万人。县人民政府驻拉让乡，海拔4772米，距拉萨市910公里，距日喀则市632公里。

## 历史
1951年以前仲巴县称珠珠宗，属阿里噶本管辖。1960年设仲巴县，县关驻岗久（今帕羊镇岗久村），由阿里专署管辖。1962年9月划归日喀则专署管辖。
在 1950 年代末和 60 年代，西藏游擊隊楚士崗竹在尼泊爾上木斯塘外活動，意圖突襲解放軍在西藏的陣地。
這導致了一起邊境事件，一名尼泊爾軍官被中國邊防武警誤認為西藏叛亂分子的殺戮。
中華人民共和國和尼泊爾王國於1961年正式簽署邊界協議。邊界設置在科里山口傳統界碑稍偏北的位置。科里山口的傳統位置以佛塔為標誌，位於中國和尼泊爾劃定的邊界以南， 北緯 29°18′14″ ，東經83°58′7″。
1964年3月迁扎东（今拉让乡扎东寺）。实际上，中共西藏工委和西藏军区在扎东分别组建“中共日喀则扎东特委”和“日喀则扎东军事指挥部”，统一领导仲巴、萨噶、吉隆三县反回窜斗争。扎东特委于1964年7月份组建，西藏工委代理秘书长张向明为扎东特委第一任书记。扎东特委旧址建筑在仲巴县拉让乡扎东寺前。
1983年10月8日国务院【国函字212号】批复批准设立隆格尔县，辖仲巴县的隆格尔区和该县新划的仁多区、吉央区。县人民政府驻隆格尔公社，由阿里地区管辖。1986年，县人民政府驻地改为隆格尔乡。但隆格尔县始终没有实际设立。1999年9月21日民政部【民发54号】批复，批准撤销隆格尔县。 
由于扎东沙害严重，1986年县址搬迁到扎东偏西20公里的马泉河与柴河汇合处“刮那古塘”。1990年8月27日国务院（国函〔1990〕74号）批准，县址由扎东迁至托吉（即刮那古塘）。后迁帕羊镇。1995年迁拉让乡。扎东现在俗称“老仲巴”。
1999年12月，第十七世噶瑪巴通過該地區逃離西藏。中國隨即修建了邊境圍欄作為回應， 解放軍邊防哨所位於中國一側數英里處，名為“昆木加”，是西藏軍區最西端的邊防哨所。前哨站於 2009 年進行了翻新，擁有現代化的設施。

## 人口
根據第七次人口普查數據，截至2020年11月1日零時，仲巴縣常住人口為26897人。

## 自然地理
仲巴县南部为喜玛拉雅山，中部冈底斯山横亘东西，两山之间为藏南谷地，海拔4600～4800米，属高原温带半干旱气候区，是全县牧业生产的主要地区，年均气温-0.3℃，年降水量290.8毫米。冈底斯山以北为羌塘高原，海拔4500～4800米，属高原亚寒带半干旱气候区，年均温-1.2℃，年降雨量186.1毫米。
仲巴县境内的河流分属两大水系，南部属雅鲁藏布江流域，北部属内流区。雅鲁藏布江发源于县境西南的杰玛央宗冰川。北部多高原湖泊，主要有塔若错、昂拉仁错、仁青休布错、扎布耶茶卡、帕龙错、麦穷错和森里错等。

## 行政区划
仲巴县下辖1个镇、12个乡：
帕羊镇、拉让乡、琼果乡、亚热乡、布多乡、偏吉乡、纳久乡、吉拉乡、霍尔巴乡、隆嘎尔乡、吉玛乡、仁多乡和帕江乡。

## 交通
- 219国道、 695国道过境。

## 经济
仲巴县经济主要有畜牧业和采矿。仲巴县是日喀则地区最大纯牧业区域，全县草地面积4985.4万亩，占土地总面积的72.3%。矿产资源丰富，主要有扎布耶锂矿、秋里南木湖硼矿、天空尼勒铜金矿、隆格尔磁铁矿、麦嘎湖硼矿、霍尔巴铁矿、江姆夏砂金矿等。仲巴县属于国家级贫困县，2002年起仲巴县成为上海宝钢集团公司对口支援县。